# Museum Heiden
Das Museum Heiden befindet sich in Heiden im Kanton Appenzell Ausserrhoden in der Schweiz. Es zeigt eine historische Ausstellung zum Dorf Heiden und zum Appenzeller Vorderland sowie eine naturhistorische und eine ethnografische Sammlung.

## Geschichte
Das heutige Museum Heiden bestand ursprünglich aus zwei Institutionen: Naturhistorisches Museum und Historisches Museum. Das Naturhistorische Museum geht auf das Jahr 1859 zurück: Damals kauften die Heidener Lesegesellschaften einen Teil der Sammlung des Naturforschers und Pfarrers Johann Konrad Rechsteiner (1797–1858) aus Eichberg. Die Muscheln und Schnecken, Mineralien und Versteinerungen gingen als Stiftung in den Besitz der Gemeinde über, die dafür einen Raum in der Realschule zur Verfügung stellte. Die Sammlung wurde erweitert mit Tierpräparaten aus Südafrika und Namibia sowie mit völkerkundlichen Objekten aus Indonesien. Es handelte sich zumeist um Schenkungen von Textilkaufleuten aus Heiden, die in diesen Weltregionen tätig waren. Von Malermeister Bodenmann aus Rehetobel erhielt das Museum ausserdem eine Sammlung von Tag- und Nachtfaltern.
Das Historische Museum begann mit der Gründung des «Historisch-Antiquarischen Vereins Heiden» 1874 – auch das auf Initiative der Lesegesellschaften. Ziel war die Erforschung und Vermittlung der Geschichte des Orts und der Region. Gesammelt wurden Hand- und Druckschriften, Gegenstände des Handwerks, Werkzeuge und Kleider. In einem Raum des Realschulgebäudes konnten einige der Objekte ausgestellt werden.
1883 erhielten die beiden Museen je einen Raum in der neu erstellten Turnhalle. Das Historische Museum musste weiterhin einen Teil der Sammlung auf dem Dachboden der Kirche einlagern, wo er 1936 durch einen Brand zerstört wurde. Auch für das Naturhistorische Museum war es kein geeigneter Ort: zu eng, zu staubig, zu wenig Licht. Ab 1950 zogen beide Museen in das Postgebäude am Kirchplatz um und erhielten dort schrittweise mehr Raum. Die Objekte wurde gereinigt und die Ausstellung neu ausgerichtet. Seit 2010 gibt es auch einen Raum für Sonderausstellungen und Veranstaltungen. 2024 wurde das Historische Museum nach einem zeitgemässen Konzept umfassend neu gestaltet. Beide Museen werden heute vom «Historisch-Antiquarischen Verein» geführt.
2012 wurde die «Bö-Stiftung» gegründet, um die Erinnerung an Carl Böckli (1889–1970) und dessen geistiges Erbe wachzuhalten und zu fördern. Sie sammelt Dokumente zu Leben und Werk des Karikaturisten und Journalisten, der hauptsächlich durch seine zeitkritischen Arbeiten für das Satiremagazin Nebelspalter bekannt wurde. Die Sammlung wird vom Museum Heiden betreut.
2023 wurde im Treppenhaus eine Ausstellung zu den «Appenzeller Friedens-Stationen» eingerichtet. Diese sind ein Wanderweg von Heiden nach Walzenhausen, an dem unterwegs mit Informationstafeln an das humanitäre Wirken von Persönlichkeiten aus der Gegend erinnert wird. Mit der einführenden Ausstellung im Treppenhaus des Museums hat der Friedensweg nun auch einen zentralen Ort gefunden.

## Gebäude
Die Häuser rund um den Kirchplatz wurden mehrheitlich nach dem Dorfbrand von 1838 erstellt und bilden ein einheitliches klassizistisch-biedermeierliches Ensemble. Einzig das Postgebäude, in dem sich das Museum befindet, ist jünger: Es wurde 1947/1948 erstellt. Es handelt sich um ein gemauertes Haus mit Walmdach und Einzelfenstern.

## Sammlungsschwerpunkte
Die Sammlungsschwerpunkte des Museums sind die Geschichte des Kurorts Heiden und die bürgerliche Wohnkultur des 19. und 20. Jahrhunderts. Dazu kommen naturhistorische und ethnografische Objekte.

## Dauerausstellung
Die historische Ausstellung im ersten Stock unter dem Titel «Kuren und Kurieren in Heiden von 1850 bis heute» fokussiert auf die Geschichte des Kurorts Heiden. Die naturhistorische Abteilung im zweiten Stock umfasst einheimische und exotische Tiere und Mineralien, dazu kommt eine ethnografische Sammlung aus Indonesien.

### Kurortgeschichte

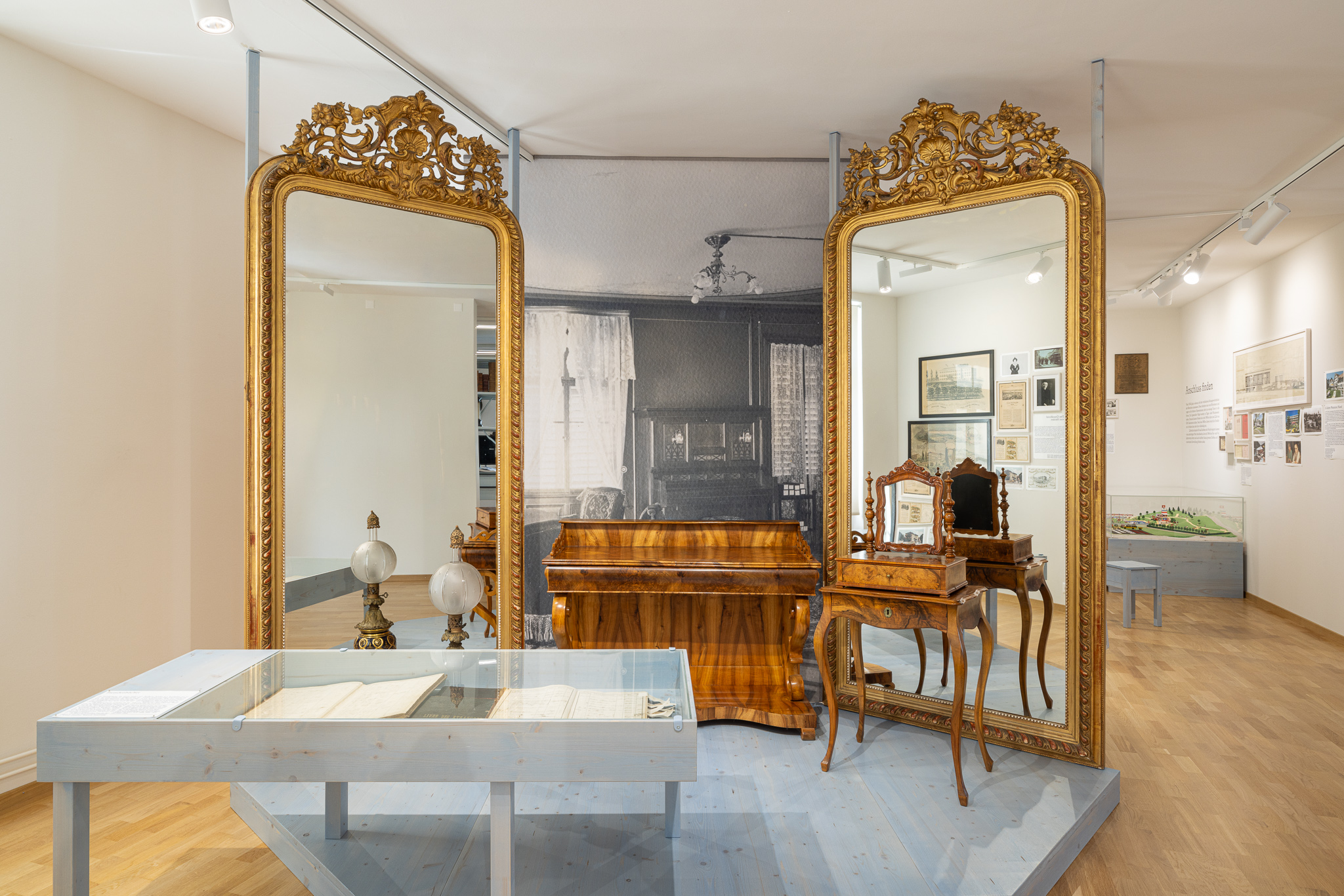
Interieurs aus den Grand Hotels des Kurorts Heiden

Der Aufstieg von Heiden zum Luft- und Molkenkurort beginnt mit dem Dorfbrand 1838 und dem Wiederaufbau im klassizistischen Stil. Die Verwandlung des Dorfs dokumentieren historische Ansichten, insbesondere von Johann Ulrich Fitzi (1798–1855), und ein Plan des Baumeisters Johann Konrad Bischofberger. Ein wichtiger Treiber des Tourismus war auch die Eröffnung der Rorschach-Heiden-Bergbahn 1875. Die Ausstellung zeigt die Blütezeit der Grand Hotels und des Kurbetriebs mit Casino, Promenade und Kurorchester anhand von Lebensgeschichten, Gästebüchern, Möbeln, Souvenirs und Postkarten mit historischen Dorfansichten. Ein Augenmerk gilt auch dem medizinischen Aspekt mit dem Schulmediziner Hermann Altherr, dem Augenarzt Albrecht von Graefe und dem Nervenarzt Heinrich Frenkel, die dem Kurort zu seinem Ansehen verhalfen. Mit dem Ausbruch des Ersten Weltkriegs endete der internationale Tourismus abrupt. Die Neuerfindung Heidens als Destination ist erneut an der Architektur ablesbar: am Schwimm- und Sonnenbad (1933) von Beda Hefti und am Kursaal (1957) von Otto Glaus, zwei Vertretern des Neuen Bauens.
Die Ausstellung ergänzt ein Schaulager mit Objekten zur Kurortgeschichte, aber auch zur bürgerlichen Wohnkultur des Appenzeller Vorderlands. Dazu gehören Holzräderuhren, Osterschriften, ein bemalter Hochzeitsschrank (Tageszeitenschrank) und eine Hausorgel.

### Naturhistorisches
Die Sammlung umfasst diverse Vitrinen mit Präparaten von einheimischen Tieren wie Vögeln, Steinwild oder Füchsen des St. Gallers Ernst Heinrich Zollikofer (1859–1930). Er war einer der ersten, der Tiere in möglichst naturalistischen Situationen darstellte. Aus der Sammlung Rechsteiner sind Muscheln und Schnecken ausgestellt, aus der Sammlung Bodenmann Tag- und Nachtfalter. Ausserdem gibt es Vitrinen mit Mineralien und archäologischen Funden aus dem Kesslerloch bei Thayngen und aus der Pfahlbausiedlung Robenhausen. Die exotischen Tiere stammen vor allem aus Südafrika und Namibia und waren Schenkungen von Heidener Textilkaufleuten.

### Ethnografisches

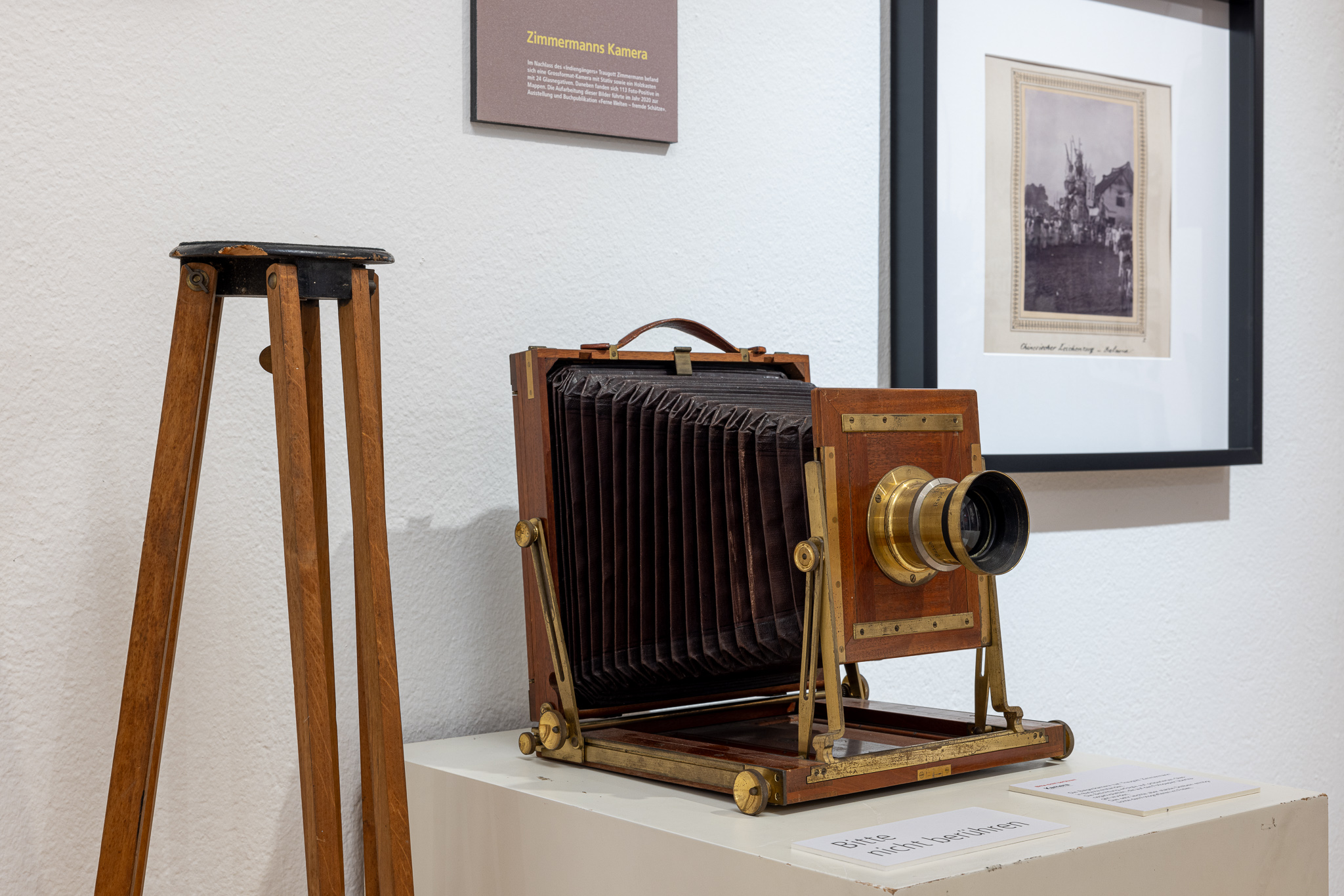
Fotokamera von Traugott Zimmermann

Die ethnografische Sammlung geht auf die Heidener Kaufleute Hermann (1842–1871) und Johannes Küng (1836–1908) sowie Traugott Zimmermann-Sonderegger (1854–1918) zurück. Hermann Küng hatte in Sumatra eine Tabakplantage aufgebaut, die sein Bruder Johannes nach dessen Tod bis 1881 weiterbetrieb. Sonderegger lebte von 1873 bis 1910 in Batavia (heute: Jakarta) und machte sein Glück im Textilhandel und mit Goldminen. Bei ihrer Rückkehr brachten die Kaufleute indonesische Kulturgüter mit nach Heiden. Dazu gehören Speere, Messer und Schilde, aber auch Schmuck und Modelle von indonesischen Hütten oder Werkzeugen. Zimmermann hat auch fotografiert, sodass das Museum eine grosse Auswahl an Fotografien aus Indonesien um 1900 besitzt.

### Carl Böckli
Carl Böckli alias «Bö» hat als Karikaturist vor allem für das Satiremagazin Nebelspalter über fast 50 Jahre das politische und gesellschaftliche Leben in der Schweiz kritisch beobachtet und kommentiert. Das Archiv der «Bö-Stiftung» umfasst Originalzeichnungen und eine umfangreiche Sammlung an Originalausgaben. Diese können im Museum eingesehen werden.

## Sonderausstellungen
Das Museum richtet regelmässig Sonderausstellungen ein. Unter dem Titel «Das Krokodil von Heiden» wird 2023 ein Stück Museumsgeschichte erzählt. Krokodile waren schon in den Wunderkammern der Renaissance ein beliebtes Ausstellungsobjekt. Ausgehend von diesem und weitern Beispielen aus der Sammlung, zeigt ein grosses Wandbild (gezeichnet von Dario Forlin) die Entwicklung der Museen durch die Aufklärung mit ihrem Systematisierungseifer über die Lust an der Exotik im 19. Jahrhundert bis hin zur heutigen Diskussion über die Rückgabe von Kulturgut. Die Chronologie wird in Relation gesetzt zur Kolonialgeschichte und damit zum europäischen Blick auf das Fremde. Das vergleichsweise kleine Museum Heiden reiht sich hier mit seiner naturhistorischen und ethnografischen Sammlung in eine grosse Linie der europäischen Museumsgeschichte ein.
Die Kabinettsausstellung «Ferne Welten – fremde Schätze» (2020) stellte die Indonesien-Abteilung des Museums ins Zentrum und arbeitete mit der ethnografischen Sammlung auch den Kolonialismus von vier Appenzeller Textilfabrikanten auf.
Frühere Sonderausstellungen waren «Dorfgeschichte(n) von Heiden» (2022), «René Gilsi: Karikaturen – aber keine leichte Kost!» (2021), «Es werde Licht» (2019) oder «Laufmaschen – Chancen und soziale Verantwortung» im Rahmen der Gemeinschaftsausstellung «iigfädlet – Ostschweizer Textilgeschichten» (2017).

## Spezielle Exponate

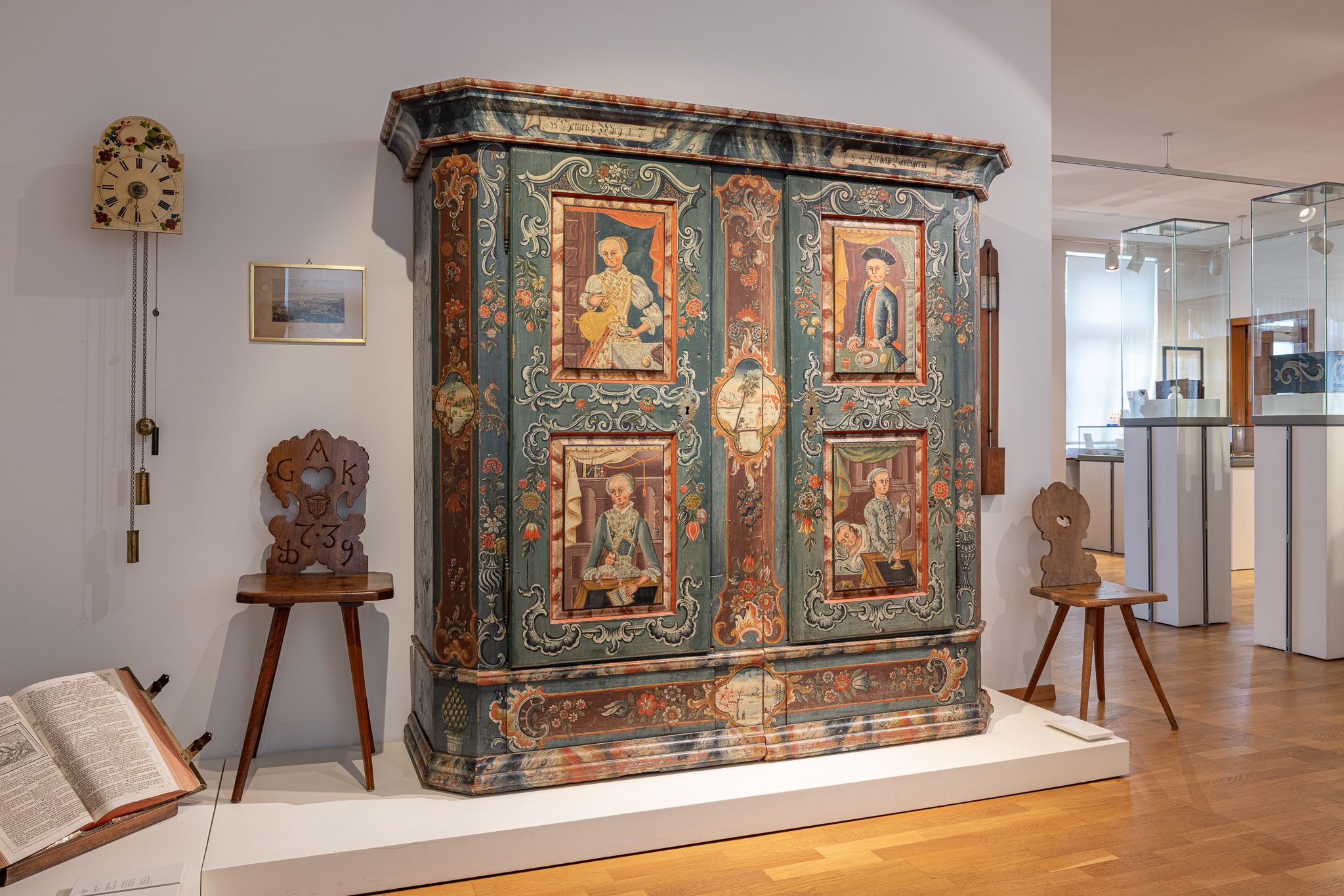
Tageszeiten-Schrank von 1784

- Tageszeitenschrank: Der bemalte Hochzeitsschrank von Hans Heinrich Wich und Elsbeth Bänziger datiert von 1784. Die Türfüllungen zeigen nicht wie üblich die vier Jahreszeiten, sondern die Tageszeiten Morgen, Mittag, Abend und Nacht in szenischen, lebensnahen Darstellungen.
- Hausorgel aus dem «Löwen» in Wald AR. Das Instrument datiert um 1780, die Bemalung ist etwas jünger (frühes 19. Jahrhundert). Das einmanualige Instrument hat einen symmetrischen Pfeifenprospekt mit handgeschnitztem Schleierwerk im Rokoko-Stil.[12]
- Osterschriften waren Examensarbeiten von Schülern, die zum Ende des Schuljahrs an Ostern abgegeben werden mussten. Es handelt sich um die Abschrift eines Bibelverses in Schönschrift inklusive des vollständigen Alphabets und der Zahlen, anschliessend wurden sie von einem Maler im Stil einer mittelalterlichen Handschrift verziert. Diese Schriften wurden von einer Kommission begutachtet und bewertet.[13]

## Bilder

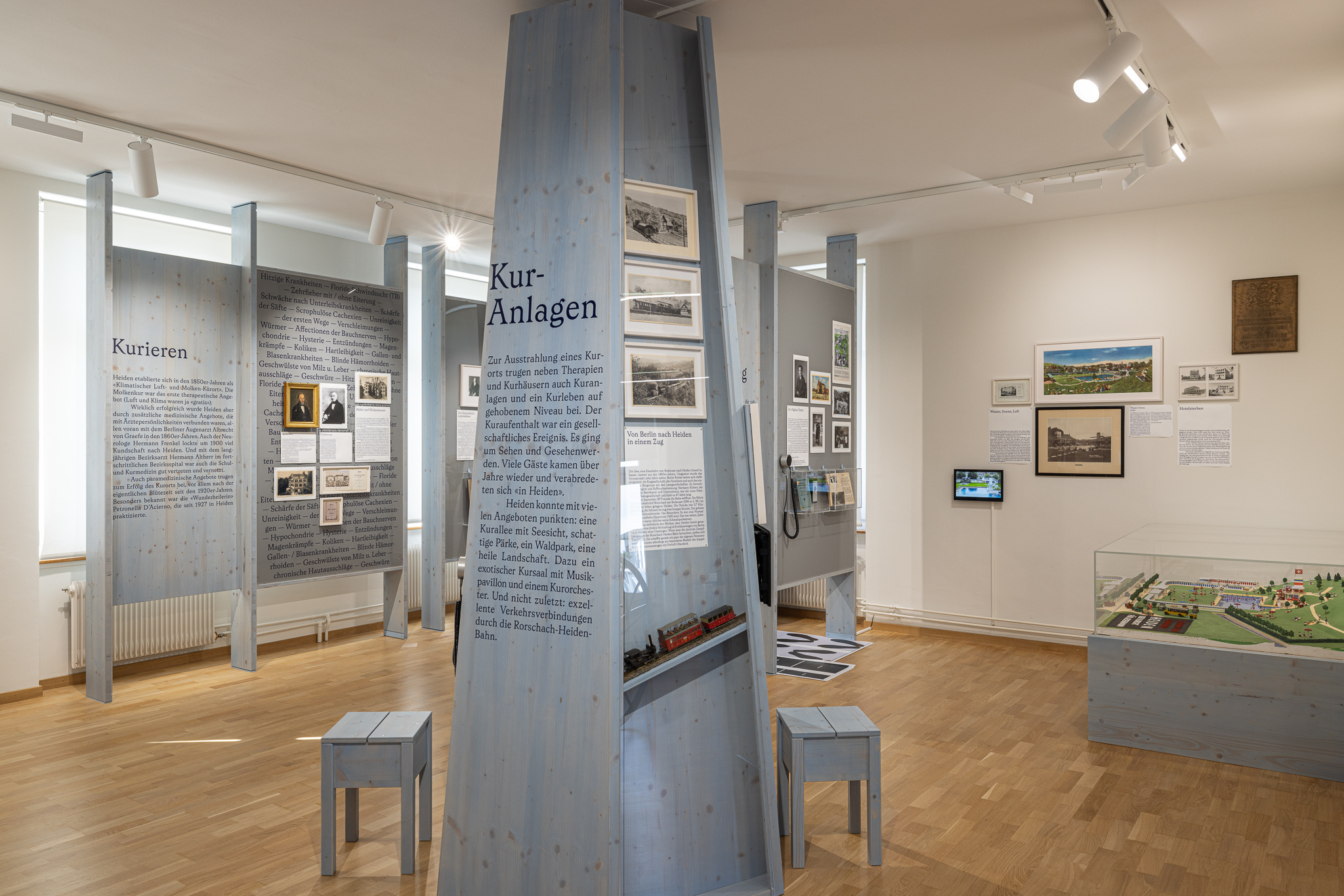
Kuren und Kurieren – Vom Kurpark bis zur Medizin
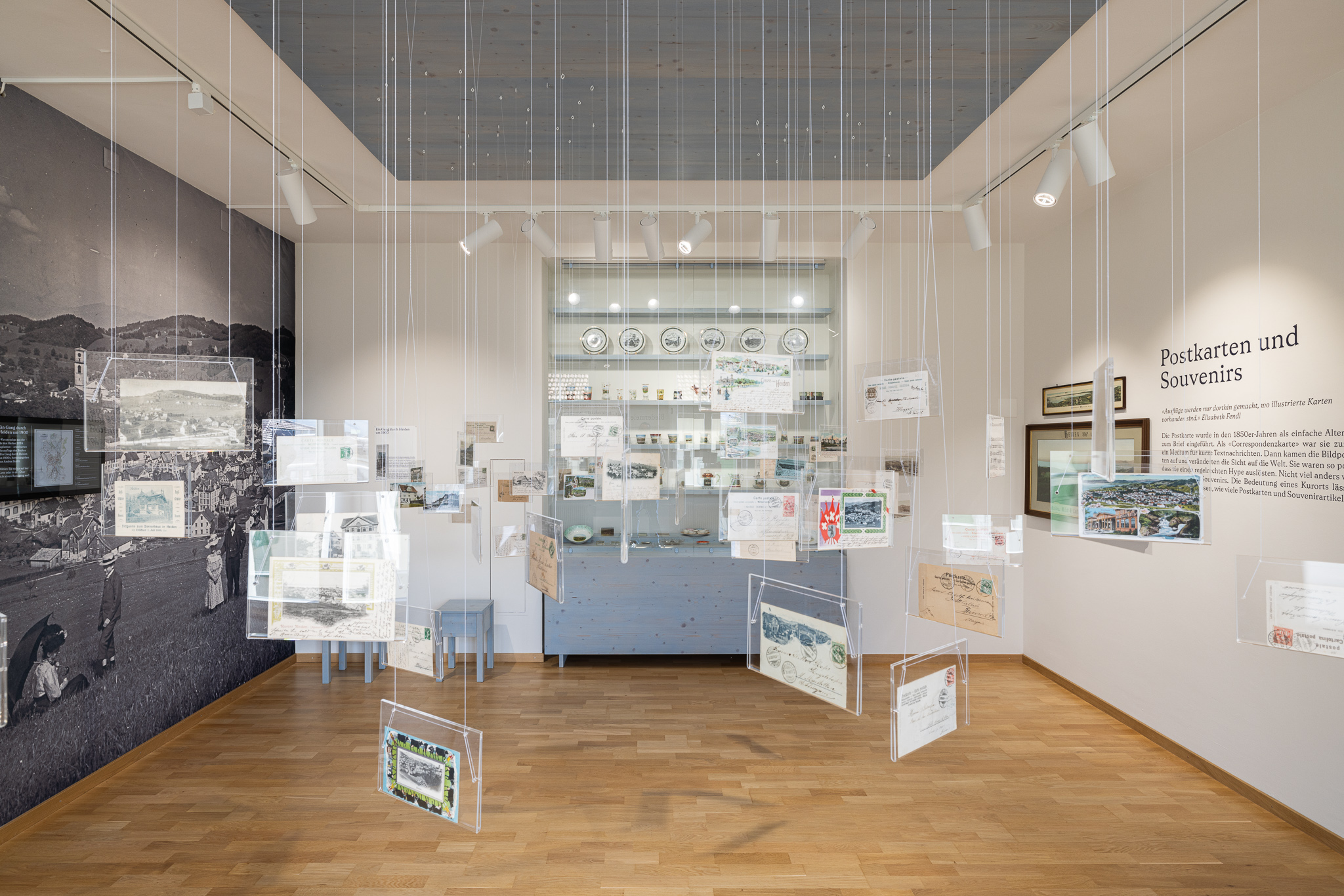
Postkarten und Souvenirs aus dem Kurort Heiden
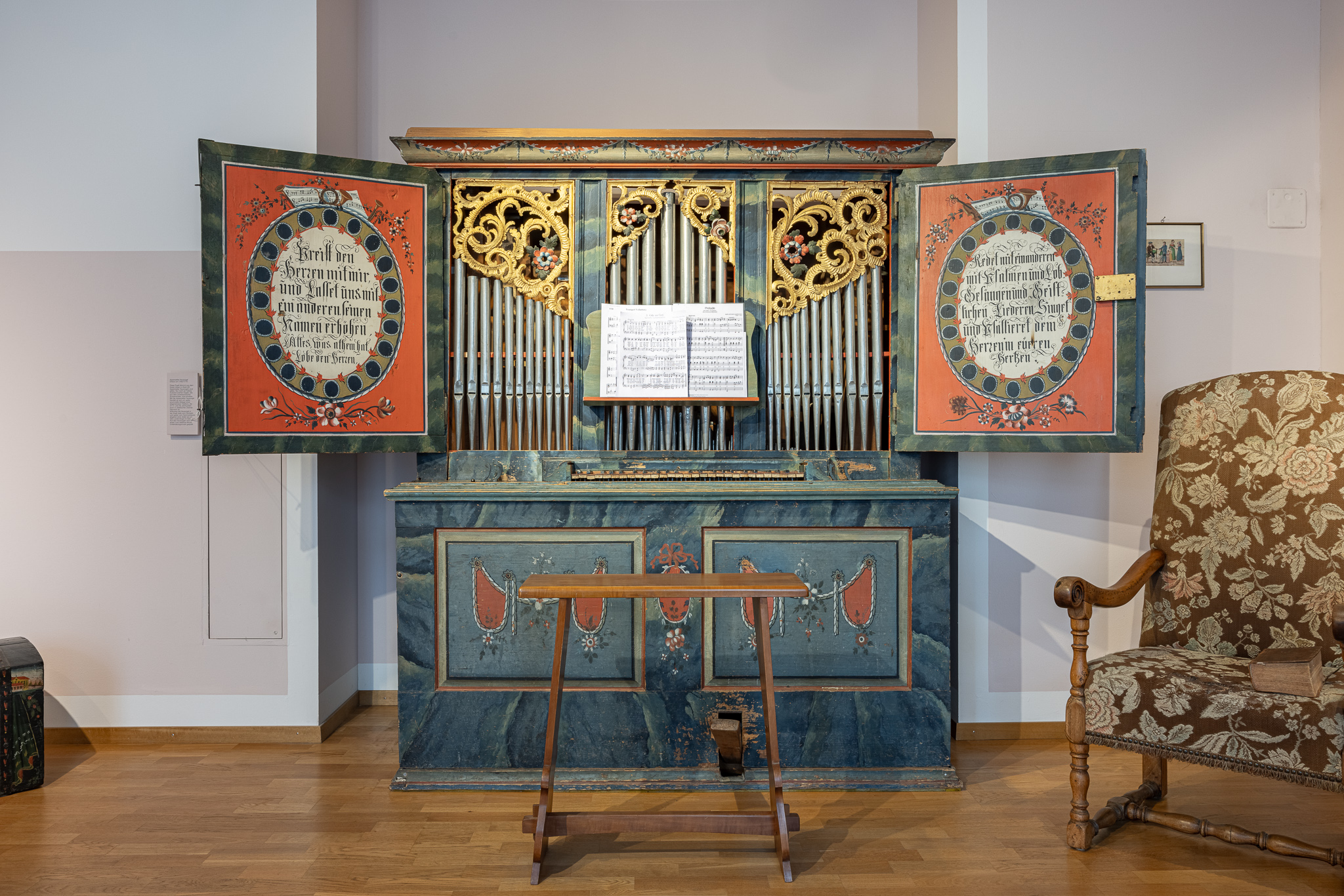
Die Hausorgel von ca. 1780
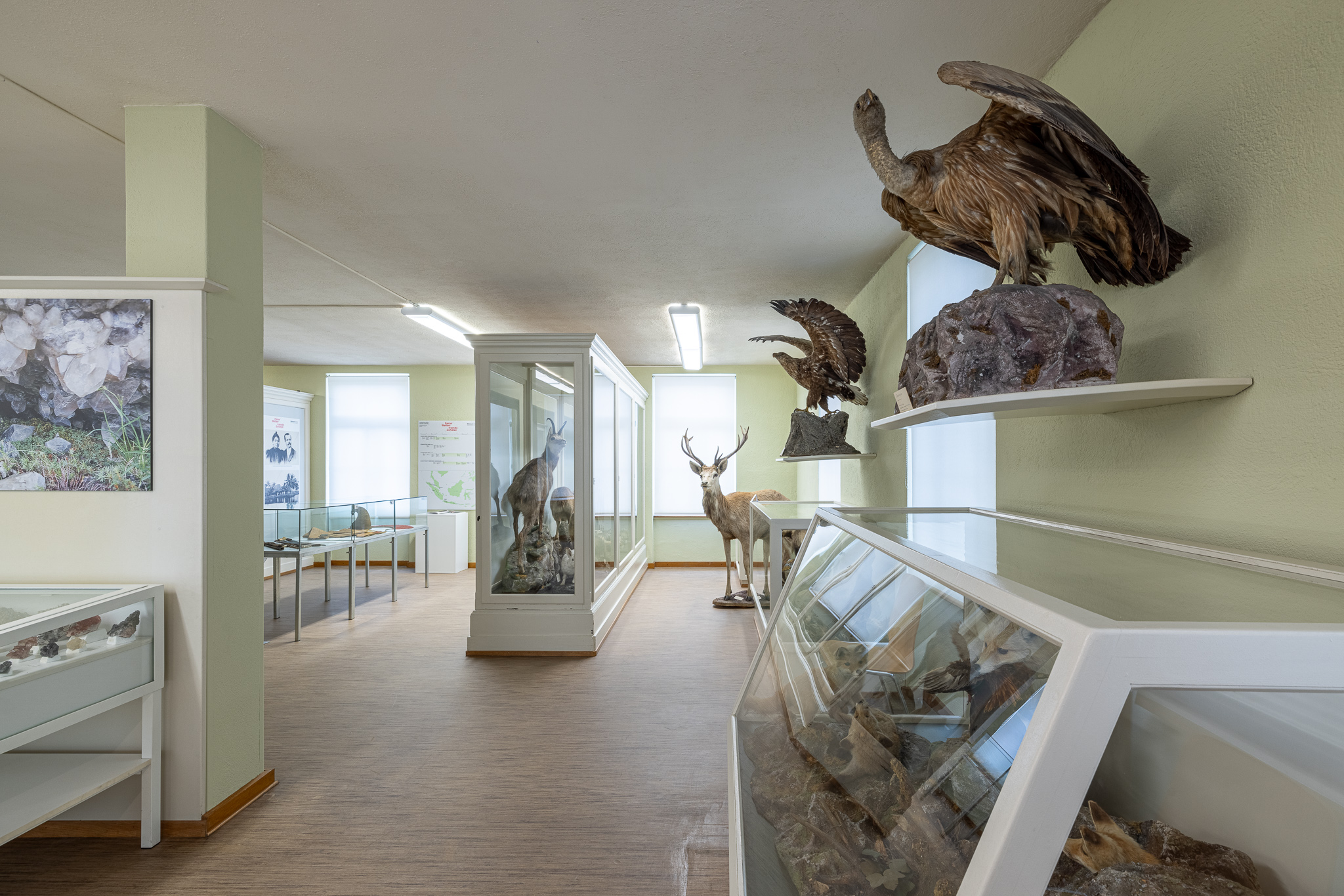
Blick in das Naturalienkabinett
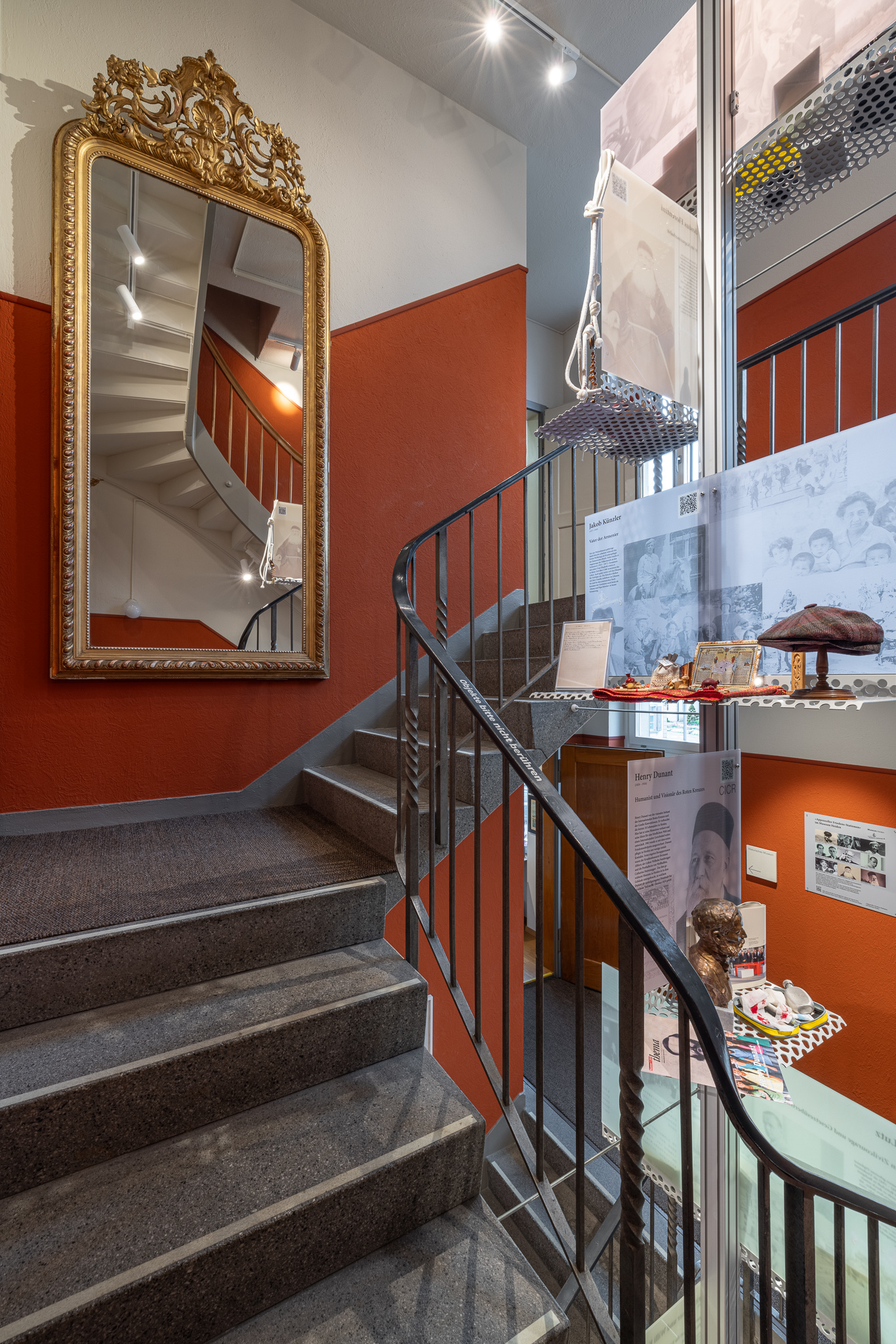
Ausstellung zu den Appenzeller Friedens-Stationen im Treppenhaus

## Weitere Angebote
Zu den Sonderausstellungen gibt es jeweils ein Programm mit Vorträgen von Fachpersonen. Diese sogenannten Donnerstagsvorträge des Historisch-Antiquarischen Vereins haben eine lange Tradition.

## Trägerschaft
Das Museum Heiden wird vom Historisch-Antiquarischen Verein betrieben. Dieser wurde 1874 gegründet mit dem Zweck, «besonders unter den jüngeren Männern der Gemeinde den Sinn für Kenntnis und Erforschung unserer speziellen heimatlichen Geschichte zu wecken». Aktueller Präsident des Vereins ist Stefan Sonderegger.